# Thomas Addison
Thomas Addison (2. dubna 1793 Longbenton – 29. června 1860 Brighton) byl anglický lékař a výzkumník, který je považován za zakladatele endokrinologie. Byla po něm pojmenována Addisonova choroba, metabolická dysfunkce způsobená atrofií kůry nadledvin. Jako první také popsal perniciózní anémii, hematologickou poruchu, o níž se později zjistilo, že je způsobena poruchou vstřebávání vitaminu B12.
Svou profesní kariéru zahájil v roce 1817 v Guy's Hospital v Londýně, kde roku 1824 založil oddělení dermatologie. Od roku 1827 byl lektorem a v roce 1837 se stal řádným lékařem a přednášel vnitřní lékařství. V nemocnici zůstal po celou svou profesní kariéru, pracoval a vyučoval zde celkem 37 let. Kolem roku 1850 poprvé identifikoval selhání nadledvin. Byl známým a uznávaným lektorem a diagnostikem. Jeho pedagogické schopnosti přispěly k věhlasu Guy's Hospital jako významné lékařské školy. Po celý život trpěl depresemi a po odchodu do penze spáchal v roce 1860 sebevraždu.

## Biografie
Thomas Addison se narodil v dubnu 1795 v Longbentonu, nedaleko od Newcastlu upon Tyne. Otec Joseph Addison byl obchodníkem s potravinami a moukou. Thomas navštěvoval farní školu v Longbentonu a poté chodil do Royal Free Grammar School v Newcastlu, kde získal dobré znalosti latiny.
V roce 1812 nastoupil na Lékařskou fakultu Edinburské univerzity, stal se členem Královské lékařské společnosti a v roce 1815 získal lékařský titul. V témže roce opustil Edinburgh a přestěhoval se do Londýna, kde se stal chirurgem v Lock Hospital. V roce 1817 se zapsal znovu jako student medicíny v Guy's Hospital v Londýně. Přibližně ve stejné době nastoupil jako žák dermatologa Thomase Batemana do veřejného dispenzáře, v němž se později sám stal lékařem. Působil zde osm let, získal důkladné znalosti o kožních chorobách a vybudoval si skvělou reputaci v oboru. V roce 1819 si koupil dům v Hatton Garden a zřídil si soukromou praxi. V Guy's, kde se věnoval svým studentům a pacientům, měl dobrou pověst, ale mimo nemocnici byl málo známý a měl jen málo soukromých pacientů.
V lednu 1824 byl povýšen na asistenta lékaře v Guy's Hospital a v roce 1827 byl jmenován lektorem. V roce 1837 se stal řádným lékařem v Guy's Hospital a společně s Richardem Brightem zde přednášel vnitřní lékařství. V roce 1838 byl zvolen členem Royal College of Physicians a v roce 1849 se stal prezidentem Královské lékařské a chirurgické společnosti. Když Bright v roce 1840 odešel do důchodu, stal se Addison jediným přednášejícím a tuto pozici zastával přibližně do let 1854–55.
V roce 1847 se oženil s vdovou Elizabeth Catherine Hauxwell, která měla dvě děti z prvního manželství. Na konci života trpěl záchvaty deprese. Dne 29. června 1860, spáchal sebevraždu skokem z okna. Byl pohřben na hřbitově Lanercost Priory v Cumberlandu. Guy's Hospital mu nechala zhotovit bustu, pojmenovala po něm sál nové části nemocnice a zvěčnila jeho památku mramorovou nástěnnou tabulí v nemocniční kapli.

## Vědecká kariéra
V roce 1829 Addison publikoval studii o působení jedů, v roce 1839 podal jeden z prvních popisů apendicitidy a napsal společně s Richardem Brightem knihu Elements of Medical Practice (Základy lékařské praxe). Addison a Bright byli jedni z prvních, kteří zavedli vědecké zásady do diagnostiky nemocí a požadovali, aby se lékař snažil korelovat fyziologické nálezy za života s pozorováními provedenými při pitvě, což bylo v té době poměrně vzácné.
Publikoval několik důležitých prací o kožních chorobách a v roce 1843 popsal patologii zápalu plic, který byl do té doby považován za zánět intersticiální tkáně plic. Addison sledoval jemné větve průdušek až na jejich samotný konec a zjistil, že zánět se skládá z „pneumonických ložisek ve vzduchových buňkách“, alveolech. V roce 1949 popsal perniciózní anémii, která je známá také jako Addisonova-Biermerova choroba. Jedná se o typ megaloblastové anémie způsobené poruchou vstřebávání vitaminu B12.
Při výzkumu perniciózní anémie narazil na změněný „bronzový“ vzhled nadledvinek. Tento pozoruhodný objev popsal ve své publikaci z roku 1855 Essay on Disease of the Supra-renal Capsules (Esej o nemocech nadledvinových váčků), v níž uvádí, že tyto orgány jsou v některých případech postiženy zásadním způsobem a vyvolávají smrtelnou chorobu s dobře patrnými příznaky, včetně zvláštního zbarvení kůže. Funkce žláz, tzv. nadledvinových váčků, byla v té době neznámá. Po Addisonově práci se dospělo k závěru, že jsou pro život nezbytné. Později se zjistilo, že se jedná o postupnou destrukci žláz, která vede k nedostatku adrenokortikálních hormonů, a nemoc byla po Addisonovi pojmenována.